# The Hunt
The Hunt és un thriller de terror estatunidenc del 2020, dirigit per Craig Zobel i escrit per Nick Cuse i Damon Lindelof. La pel·lícula és protagonitzada per Betty Gilpin, Ethan Suplee, Emma Roberts i Hilary Swank. Jason Blum en fou el productor, a través de Blumhouse Productions, juntament amb Lindelof. Zobel i Lindelof van afirmar que la pel·lícula pretén ser una sàtira sobre la profunda divisió política entre l'esquerra i la dreta del seu país. S'ha subtitulat al català.
El rodatge va tenir lloc a Nova Orleans. La pel·lícula s'havia d'estrenar el 27 de setembre de 2019, però com a conseqüència dels assassinats massius de Dayton i El Paso a principis d'agost del 2019, Universal Pictures va decidir retardar-lo.

## Argument
La pel·lícula segueix 12 persones que misteriosament es desperten en un bosc. No saben on són ni com hi han arribat. Descobreixen que, aparentment, han estat elegits a l'atzar per a ser caçats en un joc ideat per un grup d'elit, ignorant que de fet hi ha un motiu pel qual hi són: viralitzaren que Athena (Hilary Swank) mata gent com a esport. Els caçadors es reuneixen en una instal·lació remota anomenada The Manor, però la cacera es descontrola quan una de les preses, Snowball/Crystal (Betty Gilpin), es defensa i comença a venjar-se.